# Ethan Nwaneri
	Ethan Chidiebere Nwaneri (Enfield, 21. ožujka 2007.) engleski je nogometaš nigerijskoj podrijetla koji igra na poziciji napadačkog veznog. Trenutačno igra za Arsenal.

## Klupska karijera

### Arsenal
Kao devetogodišnjak postao je igračem Arsenala. Kada je imao 14 godina igrao je za selekciju Arsenala do 18 godina. Sezonu 2022./23. započeo je igravši za selekciju Arsenala do 18 godina, no ubrzo je promoviran u selekciju do 21 godine. U rujnu je počeo trenirati s prvom momčadi Arsenala.
Za prvu momčad Arsenala debitirao je 18. rujna 2022. u utakmici Premier lige u kojoj je Brentford poražen 0:3. Tada je bio star 15 godina i 181 dan te je srušio rekorde za najmlađeg igrača u povijesti Premier lige, lige najvišeg stupnja u Engleskoj i Arsenala. Do tada je najmlađi igrač u povijesti Premier lige bio Liverpoolov Harvey Elliott koji je bio star 16 godina i 30 dana kada je debitirao, najmlađi igrač u povijesti engleske lige najvišeg stupnja Sunderlandov Derek Forster koji je bio četiri dana stariji od Nwanerija kada je debitirao, a najmlađi igrač u povijesti Arsenala Cesc Fàbregas koji je bio star 16 godina i 177 dana kada je debitirao za Arsenal.

## Reprezentativna karijera
Nastupao je za selekcije Engleske do 16, 17 i 19 godina.

## Vanjske poveznice
- Profil, Soccerway
- Profil, WorldFootball.net